# Ульман, Игнац Войтех
Войтех Игнац Ульман (чеш. Vojtěch Ignác Ullmann, 23 апреля 1822[…], Прага, Земли Чешской короны[…] — 17 сентября 1897[…], Пршибрам, Среднечешский край[…]) — чешский архитектор, один из основоположников строгого историзма, точнее, направления неоренессанс в Чехии.
Игнац Ульман родился в семье пражского доктора. Сначала он освоил ремесло отца, потом пошел учиться в Пражскую политехнику. В 1842—1847 годах обучался в Венской академии, среди его преподавателей были Карл Роснер, Эдуард ван дер Нюлль, Август Зикард фон Зикардсбург. Как и многие архитекторы того времени, Ульман совершил поездки в Италию, Германию, в том числе Мюнхен. 4 ноября 1856 года женился в Праге на Терезе Барвитиус, сестре архитектора Антонина Барвитиуса. Игнац был очень успешным архитектором, в 1878 году он смог себе позволить покупку небольшой усадьбы недалеко от Пршибрама.

## Работы
Первым самостоятельным проектом Игнаца Ульмана был парник для замка Чехи-на-Гане. В 1854 он спроетировал некоторые элементы собора Святого Кирилла и Мефодия в Праге (район Карлин). Следиующие несколько лет он полуичал заказы на перестройку резиденций аристократов. Самая известная его работа этого периоде — перестройка замка Bezděkov в Клатови, которому Ульман подарил романтический облик. Архитектор создал эклектичную комбинацию романских и готических элементов. К тому же чувствуется влияние Мюнхенского рундбогенстиль (стиля круглых арок). В 1856-58 Ульман перестроил замок Chýše, но для этой работы применима такая же характеристика.

### Приход к чистому историзму
Стиль Ульмана стал меняться в 50-х годах. Возможно, на него повлияло творчество его зятя Антонина Барвитиуса, который только что вернулся из путешествия в Италию. Ульман побеждает в архитектурном конкурсе, объявленном компанией Česká spořitelna, и возводит здание на Национальном проспекте в чистом неоренессансном стиле. Кроме него в конкурсе участвовали очень известные архитекторы Герман Бергман, Бернард Грубер, Винценс Кулханек, Эдуард ван дер Нюлль, Август Зикардсбург. Строительство было завершено в 1860 году. Игнац Ульман в своем решении повторял элементы венецианских фасадов высокого возрождения, иногда достаточно точно. В первую очередь в его решении отражен фасад дворца палаццо Корнер, построенного в 1537 году Якопо Сансовино. В 1893 году компания Česká spořitelna стала расширяться, и по проекту Фридриха Шахнера была повторена композиция здания Ульмана в зеркальном отражении. Облик здания на Нацилнальном проспекте не сохранился до наших дней.

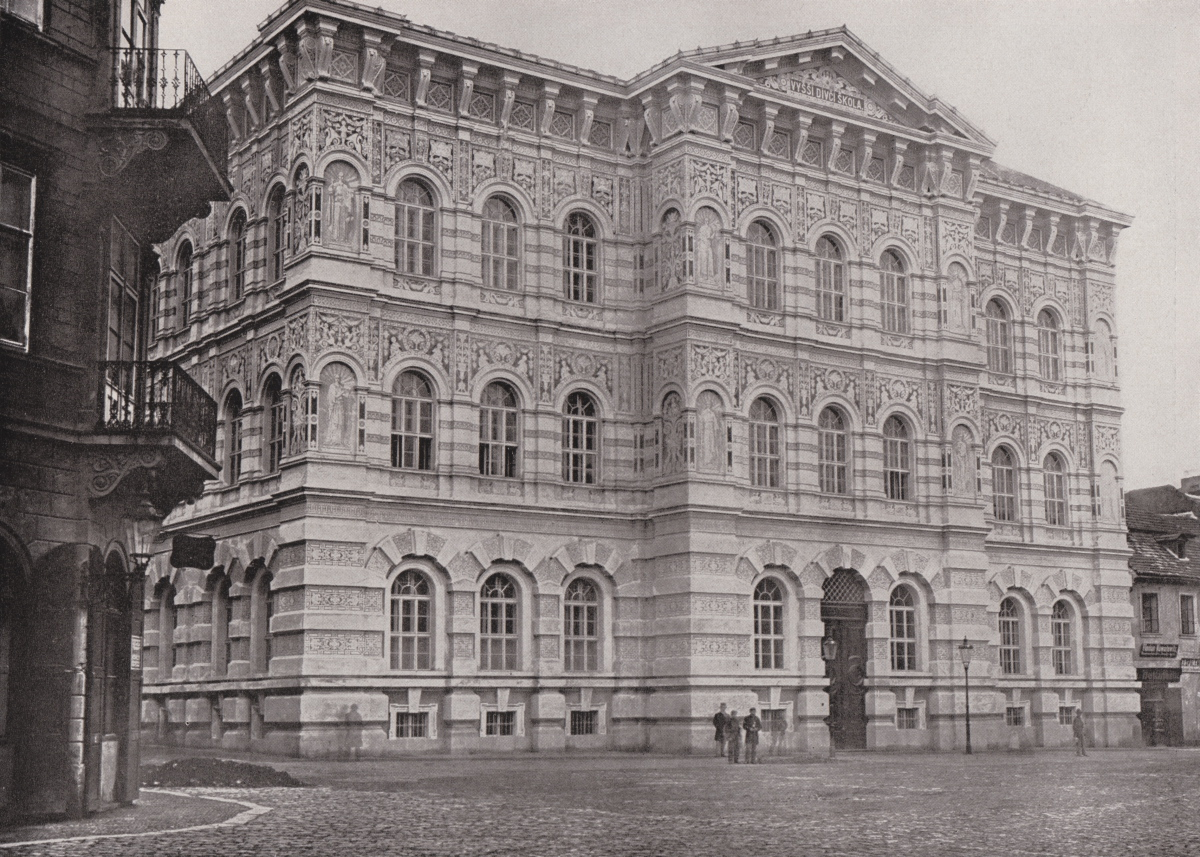
Высшая женская школа в Праге, сейчас начальная школа при Педагогическом факультете Карлова университета

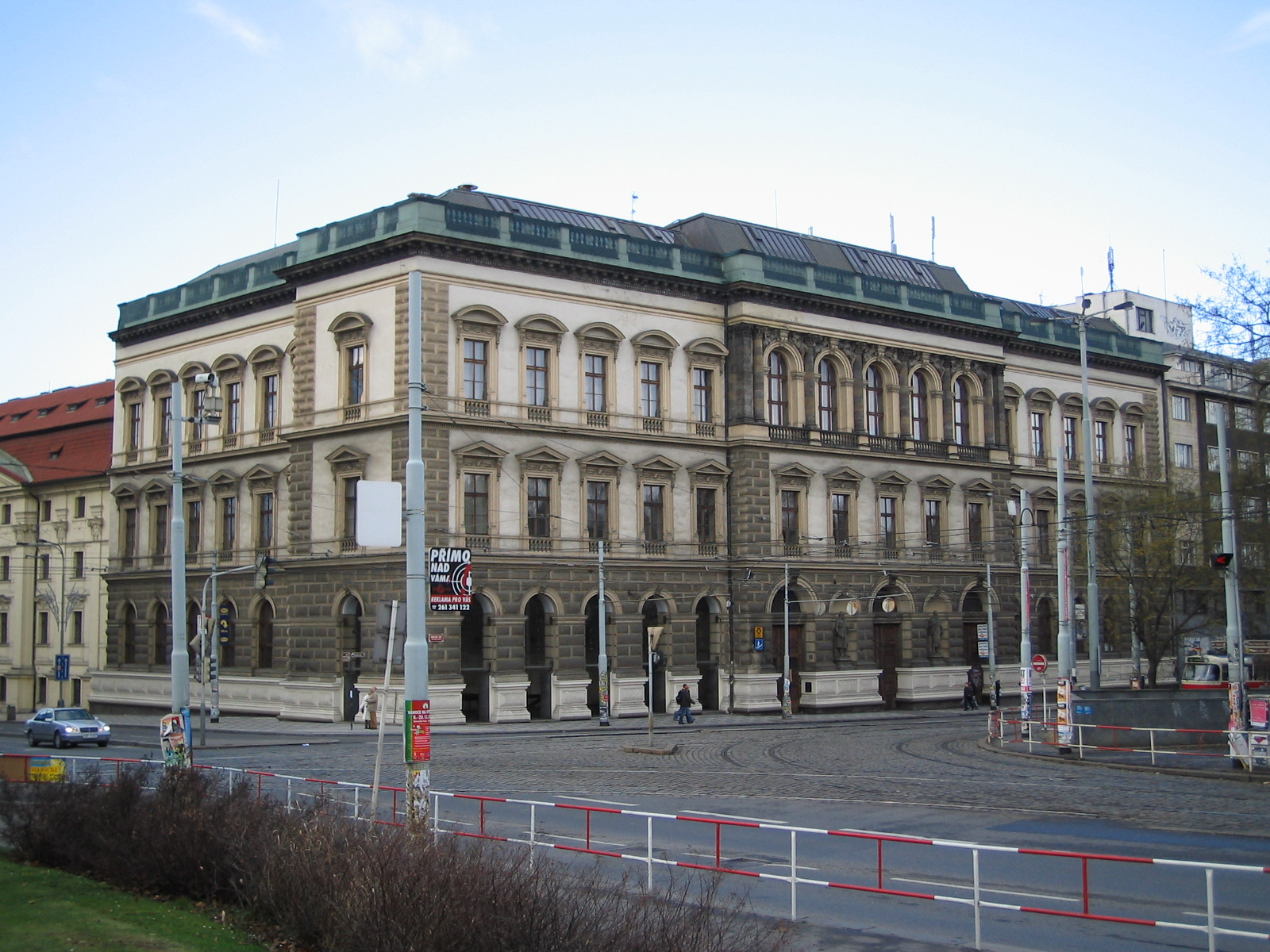
здание Пражской политехники (сейчас Чешского технического университета) на Карловой площади

Среди примеров неоренессансных реализаций выделяется Лажанский дворец в Праге в Старе-Месте, построенный в 1861-63 годах. Здание сочетает функции жилого дома и коммерческих помещений. Максимальная разрешенная высотность здания была превышена на один этаж, что объясняется репрезентативным характером создаваемого в то время проспекта Фердинанда. Фасад здания сохранился, хотя нижний этаж был частично перестроен. В облике здания использованы уже не итальянские мотивы а фразцузские. В то же время Ульман создал здание Временного театра (есть повторение венецианских мотивов), здание Пражского Сокола (уже нет такого точного повторения элементов, более вольная интерпретация ренессанса), то же самое можно сказать про дом Киттла. По мотивам итальянских вилл Ульман построил ресторан-летний дворец на Летне.
В 1865-67 годах Ульман возвел одно из своих самых известных творений — Высшая женская школа на Водичковой улице в Праге. Здание украшено сграффито по проекту Josef Scheiwl. Возможно, образцом для Ульмана послужили фасады Политехники в Цюрихе. Главный карниз очень сильно нависает над стеной, подобный прием был использован в доме Киттла. Считается, что такой нависающий карниз пришел в Чехию стараниями Джованни Баттисты Аллипранди в конце XVII века, однако вряд ли Ульман черпал вдохновение из архитектуры барокко.
В конце 60-х появилось на свет, вероятно, самое известное творение Ульмана — здание Пражской политехники (сейчас Чешского технического университета) на Карловой площади. В 1866 году Игнац Ульман и ещё 8 архитекторов приняли участие в архитектурном конкурсе. Пражская политехника делилась на чешскую и немецкую часть, изменялись условия, поэтому архитектору пришлось разработать множество альтернативных проектов, последний датируется 1870 годом. В 1875 году строительство было завершено. В архитектурном облике комбинированы римские мотивы (Палаццо Фарнезе) и венецианские (средний ризалит). Распределение масс в композиции больше соответствует канонам барокко, чем возрождения.

### «Ульманов стиль»
В 70-х годах, вероятно снова под влиянием Антонина Барвитиуса, стиль Игнаца Ульмана снова стал меняться. Этот период иногда называется как «Ульманов стиль».

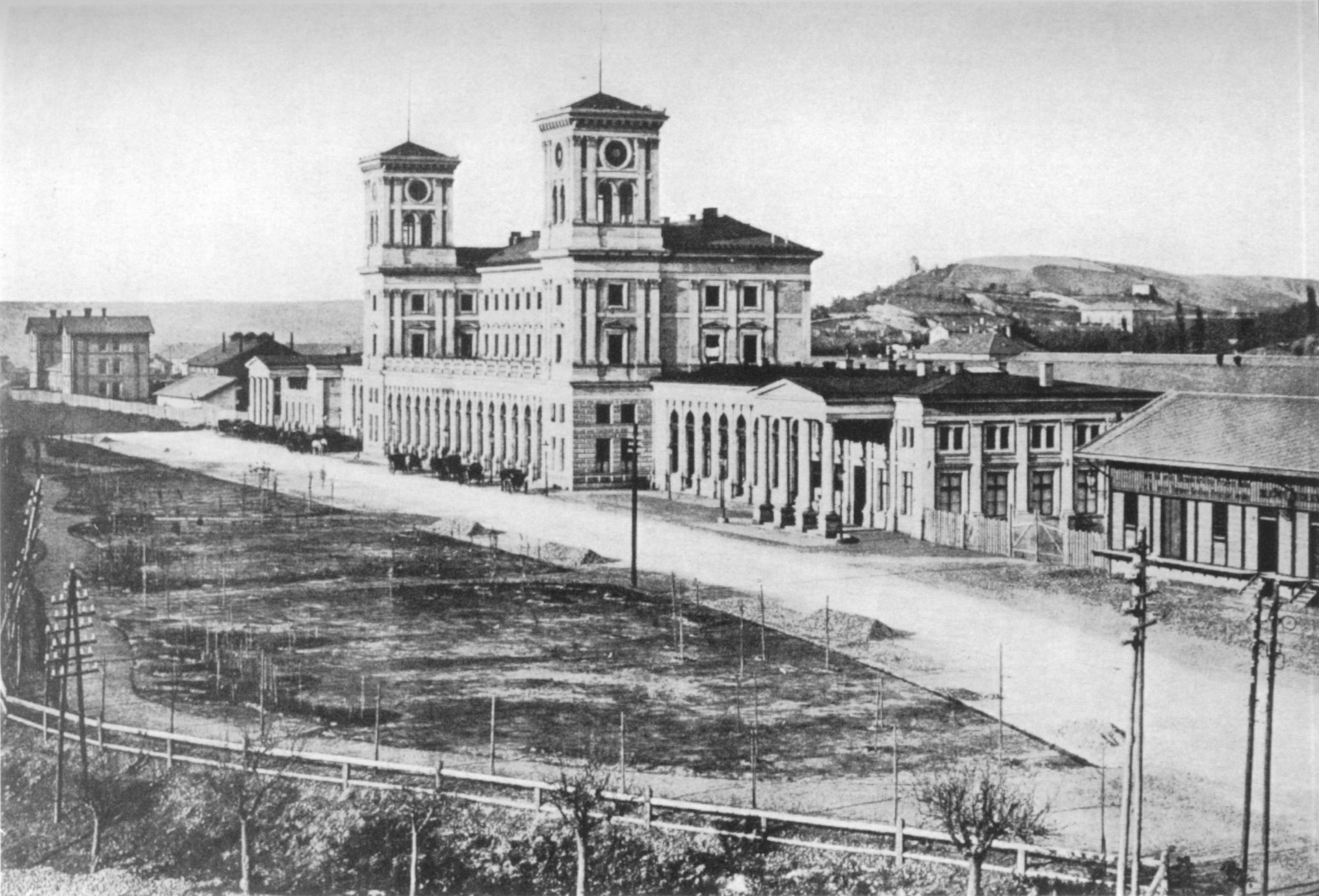
новоренессансное здание Главного вокзала, спроектированное Ульманом

В это время Ульман вместе с Барвитиусом проектирует пару вилл (Liipannová, Lannová). Прообразы обоих построек обнаруживаются в тосканской архитектуре и в творчестве Андреа Палладио. Последовало возведение дворцов Ringhoferův и Schebkův в Праге. Дворцами их можно назвать лишь с натяжкой, скорее они являются доходными домами. В фасаде использовано эклектичное сочетание мотивов ренессанса и барочных мотивов венской архитектуры. В 1871 году был спроектирован вокзал Франка Иосифа (сейчас Главный вокзал Праги), который можно считать вольной интерпретацией здания Старого пражского вокзала (сейчас Вокзал Масарика) в Праге, спроектированного Anton Jungling с применением рундбогенстиля. Ульман в своем решении ещё добавил классицистные аркады. Распределение масс в композиции всех этих построек напоминает виллу Медичи в Риме. «Немецкий дом» в Ческе-Будеёвице, построенный совместно с Шмидтом, демонстрирует, насколько сильно стиль Ульмана отклоняется от точного историзма в сторону эклектики.
Последующие годы не принесли архитектору славы. У него ещё были крупные проекты, однако у исследователей они не вызывают интереса и не имеют такого значения, сравнимого со значением предыдущих работ. После неуспеха в архитектурном конкурсе на постройку Рудольфинума Ульман фактически отошел от дел.